# 베를린 랑크비츠역
베를린 쥐트엔데역(Bahnhof Berlin Südende)은 베를린 슈테글리츠첼렌도르프구 랑크비츠에 있는 철도역이다.

## 역사
안할트선이 개통 및 복선화된 이후인 1895년 12월 1일에 개업했다. 역의 설치에는 지역 정치가였던 아우구스트 브루흐비츠(August Bruchwitz)의 노력이 작용했다. 개통 당시 역명은 랑크비츠빅토리아슈트라세(Lankwitz-Viktoriastraße)역이었다. 개통 당시에는 장거리 열차역으로 기능했다. 1899년 9월 30일에 랑크비츠역으로 개칭되었다. 이 시기에 안할트선의 복복선화 공사가 진행되었으며, 1901년에 현재의 위치로 역이 이설되었다. 이설 이후 랑크비츠역에는 근교선 열차만 정차한다. 1903년에 근교선이 시험 전철화되었으며, 정규 전동차 운행은 1929년부터 시작되었다.
제2차 세계 대전 당시 1943년 8월 23일/24일에는 랑크비츠 일대가 영국 왕립공군에 의해서 폭격당했다. 랑크비츠 폭격은 의도된 것이 아니었으며, 폭격 피해로 랑크비츠 일대가 완전히 파괴되었다. 그 결과 1895년에 지어진 역사 및 역 근처에 있었던 학교를 포함한 여러 건축물도 파괴되었다.
폭격으로 인해서 파괴된 텔토 운하 철교는 단선으로만 복구되었다. 1945년 8월 17일부터 랑크비츠-쥐트엔데 구간이 단선으로 운행을 재개했다. 1984년 1월 9일 서베를린 S반의 영업권이 BVG로 양도된 이후에는 프리스터베크-리히터펠데 쥐트 구간의 영업이 중단되었고, 재개통은 계획되지 않았다. 베를린 장벽 붕괴 이후 복구 공사를 거쳐서 1995년 5월 28일에 노선이 재개통했다. 텔토 운하 일대의 노선은 단선으로만 복구되었으며, 랑크비츠역 역시 단선 승강장만 설치되어 있다. 베를린 S반에서 10분 배차 간격을 유지하는 노선 중 유일한 단선 구간이다. 1인 승무를 위한 ZAT 도입 이전에는 쥐트엔데역에서 출발 통제가 진행되었다.
베를린 지하철 9호선과의 환승역으로 계획되어 있으나 단기간 내 실현 가능성은 낮다.

## 인접 정차역
베를린 버스 X83, M82, 181, 187, 283, 284, N81번과 환승할 수 있다.
| 베를린 S반                   | 베를린 S반 | 베를린 S반                         |
| ---------------------------- | ---------- | ---------------------------------- |
| 쥐트엔데 헤니히스도르프 방면 | S25        | 리히터펠데 오스트 텔토 슈타트 방면 |
| 쥐트엔데 블랑켄부르크 방면   | S26        | 리히터펠데 오스트 텔토 슈타트 방면 |